# G. David Thompson
George David Thompson (* 20. März 1899 in Newark, Ohio; † 26. Juni 1965 in Pittsburgh, Pennsylvania) war ein US-amerikanischer Industrieller, Kunstsammler und -mäzen. Seine große Privatsammlung moderner Kunst bildete den Grundstock der Sammlungen verschiedener Museen in der Schweiz und in Deutschland. Thompson bedachte unter anderem das Museum of Modern Art in New York und das Carnegie Museum of Art in Pittsburgh mit großzügigen Schenkungen.

## Leben und Wirken als Kunstsammler und -mäzen
Thompson wuchs in Indiana auf und besuchte die Highschool in Peru (Indiana). Er gab „eine vielversprechende Karriere als Sänger“ auf und erwarb stattdessen 1920 einen Abschluss als Ingenieur am Carnegie Institute of Technology. Zunächst arbeitete er in New York City als Investmentbanker. Im Jahr 1933 wurde Thompson zum Finanzier und war Mitbegründer der Firma Thompson and Taylor. Diese übernahm während der Great Depression die Kontrolle über eine Reihe von Stahlherstellern, darunter die Pittsburgh Spring Steel Company und die Pittsburgh Steel Foundry Company. Im Jahr 1945 war Thompson bereits für vier Stahlunternehmen verantwortlich. Der Milliardär David Rockefeller nannte ihn einen „harten Zuchtmeister und zähen Verhandlungspartner“ („a hard taskmaster and a tough negotiator“).
Noch keine 30 Jahre alt, hatte Thompson 1928 seinen ersten bedeutenden Kunsteinkauf getätigt und ein Gemälde von Paul Klee erworben.
Bis 1936 erwarb er Gemälde von Chagall, Utrillo und Gromaire, und im Alter von 60 Jahren hatte er mindestens 600 Werke der modernen Kunst zusammengetragen.
Thompson wollte, dass seine große Sammlung in Pittsburgh bleibt. Bereits 1953 hatte er dem dortigen Carnegie Museum of Art das Gemälde Le Fumeur von Jean Metzinger geschenkt, und 1959 bot er dem Museum an, seine gesamte Sammlung zu übernehmen, wenn es dafür ein gesondertes Gebäude errichten lassen würde, das seinen Namen tragen sollte. Das Carnegie Museum lehnte sein Angebot jedoch ab. Das Magazin Pittsburgh Quarterly, das 2006 den Wert von Thompsons Sammlung auf 350 Millionen US-Dollar schätzte, kommentierte: „wäre die Schenkung angenommen worden, dann wäre die Kunstwelt von Pittsburgh eine andere gewesen“. In der Folge wurde Thompsons Privatsammlung zersplittert: Große Teile davon wurden an den Basler Kunsthändler Ernst Beyeler verkauft oder wurden von Thompson an Museen in den USA verschenkt. Dem Pittsburgh Quarterly zufolge „hat diese Entscheidung, kein Thompson-Gebäude zu errichten, Ernst Beyeler eindeutig zu seinem Glück verholfen, und ironischerweise ist es Beyeler, der heute in Basel, Schweiz, ein Museum besitzt, das seine Sammlung enthält und seinen Namen trägt.“
Nach dem Ankauf von 88 Werken Paul Klees aus Thompsons Sammlung im Jahr 1960 wurde 1961 die Kunstsammlung Nordrhein-Westfalen in Düsseldorf gegründet. Anfang der 1960er Jahre verkaufte Thompson auch seine gesamte Alberto-Giacometti-Sammlung mit 70 Werken an Beyeler, die danach in der Schweiz auf das Kunsthaus Zürich, das Kunstmuseum Basel und das Kunstmuseum Winterthur aufgeteilt wurde. Auch der Kern der Sammlung der Alberto Giacometti-Stiftung in Zürich stammt aus Thompsons Sammlung. Die Stiftung besitzt auch eines von vier Porträtgemälden Thompsons, das Giacometti 1955 schuf.
Im Mai 1961 zeigte das New Yorker Solomon R. Guggenheim Museum eine Ausstellung mit dem Titel One Hundred Paintings from the G. David Thompson Collection mit Werken von Cézanne, Monet, Degas, Josef Albers, Adja Yunkers, Braque, Klee, Léger, Matisse, Miró, Mondrian, Schwitters und Wols, wobei Picasso mit 12 Werken am meisten vertreten war.
Schließlich schenkte Thompson dem Carnegie Museum of Art in Pittsburgh mehr als 100 Kunstwerke, darunter Gemälde von Adolph Gottlieb, Josef Albers, Jean Dubuffet, Willem de Kooning, Alberto Burri, Jean Metzinger, Carlo Carrà, Francis Picabia, David Smith, Henry Moore, Marino Marini, Isamu Noguchi, Gustave Courbet, Adolphe Monticelli, James Lambdin, David Blythe und John Kane. Dem New Yorker Museum of Modern Art (MoMA) schenkte er Werke von Claes Oldenburg, Victor Vasarely, Jules Olitski, Henry Moore sowie Pablo Picassos frühes Meisterwerk Two Nudes (1906). Thompson wurde im Dezember 1960 zum MoMA-Treuhänder gewählt, nachdem er bereits im Sammlungsausschuss des MoMA tätig war, und hatte beide Ämter bis zu seinem Tod inne.
G. David Thompson starb am 26. Juni 1965 im Alter von 66 Jahren in Pittsburgh.
Im März 1966 versteigerten die Parke-Bernet Galleries in New York 90 Gemälde und 18 Skulpturen aus Thompsons Sammlung, die als „zweifellos die bedeutendste Sammlung von Kunst des 20. Jahrhunderts, die jemals auf einer Auktion angeboten wurde“ beschrieben wurde.

## Familie
Thompson und seine Ehefrau Helene lebten auf dem Anwesen Stone’s Throw in Whitehall, einem Vorort von Pittsburgh.
Als sein Sohn G. David Thompson Jr. 1958 gestorben war, stiftete Thompson zu seinem Gedenken zwei Skulpturen von Henry Moore: eine ging an die Harvard University, eine andere an das Carnegie Museum of Art in Pittsburgh. Außerdem verschenkte er ihm zu Ehren Werke von Alberto Burri, Franz Kline, Robert Motherwell, Karel Appel und Victor Vasarely.
Helene Thompson starb im September 1982.